# 櫛淵宣根

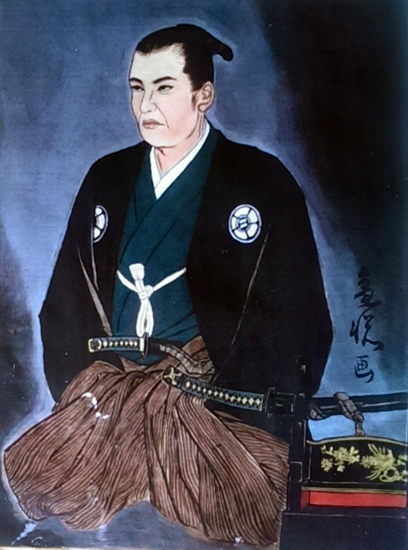
櫛渕虚中軒肖像。。

櫛淵 宣根（くしぶち のぶもと、寛延元年5月10日〈1748年6月5日〉 - 文政2年4月23日〈1819年5月16日〉）は、日本の剣豪。神道一心流の創始者。本姓は平氏。虚沖軒（きょちゅうけん）と号した。幼名は八弥、通称は弥兵衛。櫛淵家ではごく近年におけるまで、代々の当主は弥兵衛と名乗った。家紋は五瓜に二木。

## 生涯

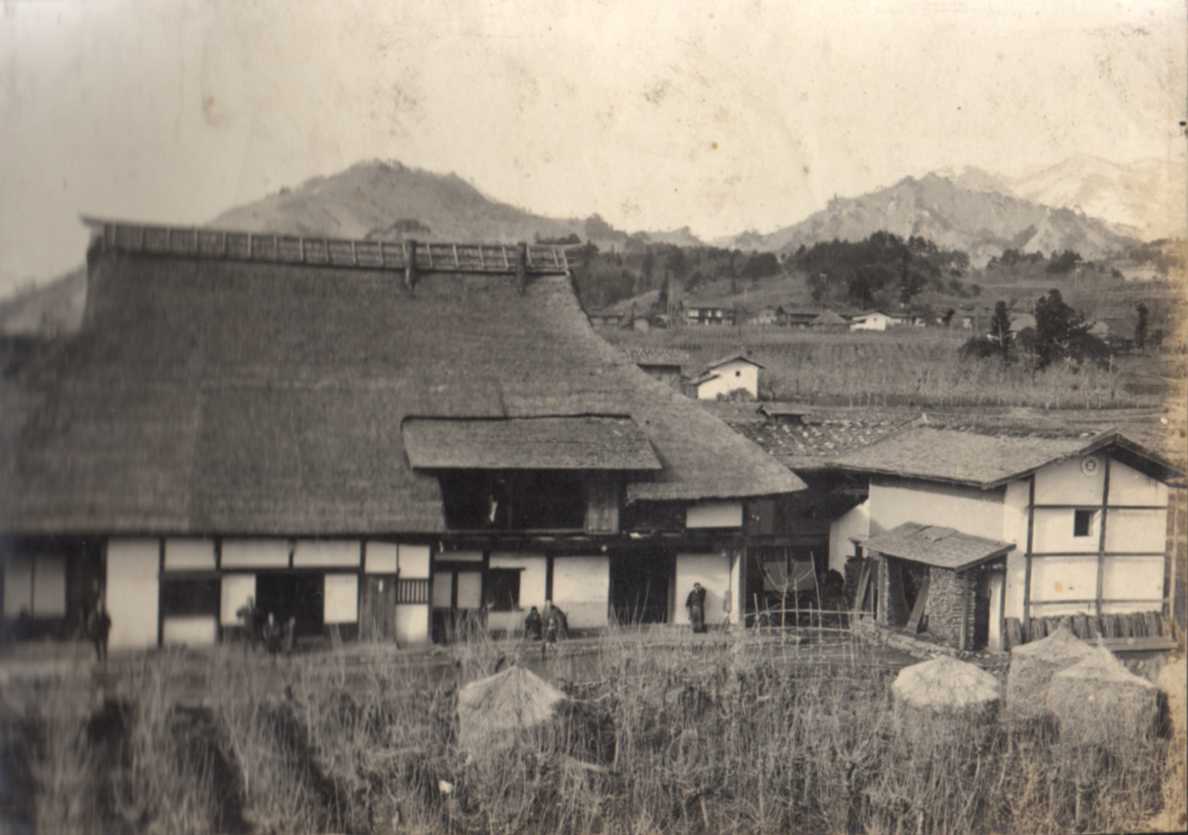
櫛淵宣根生家。。

上野国利根郡後閑村（現・群馬県利根郡みなかみ町後閑）に、櫛淵宣久の子として生まれる。
櫛淵家は信濃国の人、繁野盛貞が阿波国櫛淵村に移り住んで櫛淵を姓としたことに始まるという。盛貞の孫・左近成公は三好氏の配下として天正年中に長宗我部氏と戦い戦死、成公の子・宣常が上野国利根郡に土着したとされる。宣常は当時上野国で盛んであった神道流を身に付け子孫に伝授した。宣常が神道流の祖・飯篠長威斉の弟子となったとされることもあるが、時代が合わない。宣常の後、宣好・根常・常久と真田氏に仕えたが、常久の代に真田氏改易により後閑に住むこととなった。常久の子・宣之は名主を勤め、昼食の時間も惜しんで団子を食べながら働いたので団子弥兵衛と呼ばれたといい、宣之の跡を継いだ宣久も朝暗いうちから草履を編む勤勉な人物だったため草履弥兵衛と呼ばれたという。
宣久の子として生まれた宣根は、父から神道流を習った。長じて安永4年（1775年）に三和無敵流を修得。さらに沼田藩の秋尾善兵衛利恭に微塵流を学び、天明5年（1785年）免許皆伝。この間天明3年（1783年）には江戸の藤川弥司郎右衛門近義（直心影流藤川派の祖）の道場で修行している。また戸田派武甲流薙刀術も片山治郎右衛門より習い天明6年（1786年）に免許を得ている。また宝蔵院流槍術も学んだとみられる。宣根はこれらの流派の他に楊心流なども修得したとされることがあるが、確たる史料を欠く。
宣根がこれらの流派の研究をもとに神道一心流を生み出したのは天明5年（1785年）のことである。神道一心流のもとになった流派の中でも特に微塵流が根幹であることが、後に自ら「夫我神道一心流本名微塵流而」と「神道一心流兵法切紙」の付箋で記していることから確認できる。また神道一心流の技名は直心影流と一致するものが多く、影響がうかがわれる。
寛政2年（1790年）2月弟に家を譲り、江戸へ出て道場を開いた。当初小川町、のち下谷三味線堀に道場を構えたとされることが多いが、宣根自筆の『家府録』によれば江戸へ出た直後の寛政2年3月に小石川の島田甚五郎長屋を借りて稽古を始め、寛政4年（1792年）2月に下谷御徒町に道場を新設し活動したが文化3年（1806年）3月の大火により道場が類焼したため同年12月に小川町広小路に転居したのだという。下谷三味線堀は小川町広小路で10年活動した後さらに転居した先であるとする。この間文化7年（1810年）には深川八幡前に出張稽古所を設け、浅草観音に門人451名の姓名を記した奉納額を掲げている。

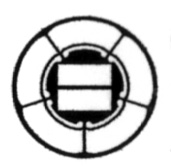
櫛淵家家紋

寛政4年（1792年）に宣根は一橋家の御徒並として取立てられた。さらに寛政7年（1795年）御徒頭、享和3年（1803年）御広敷添番、文政14年小十人格御広敷添番と累進した。徳川慶喜のおぼえめでたく、徳川家の裏紋・瓜之内二ッ引を賜ったという逸話も伝えられるが、慶喜の誕生は宣根の死後であり問題がある。
弟子には清水赤城、生方鼎斎、津山藩に召し抱えられた本間丈右衛門（吹雪算得）などがいた。寛政12年（1800年）に浅草蔵前で仇討ちをなした徳力貫蔵という者も弟子だった。
赤城の子・正巡（礫州）の『ありやなしや』によれば、宣根は「身の丈五尺八寸、力三人に敵す」人物で体格にすぐれていたとされる。また、平山行蔵や高山彦九郎といった人物とも交流を持っていた。

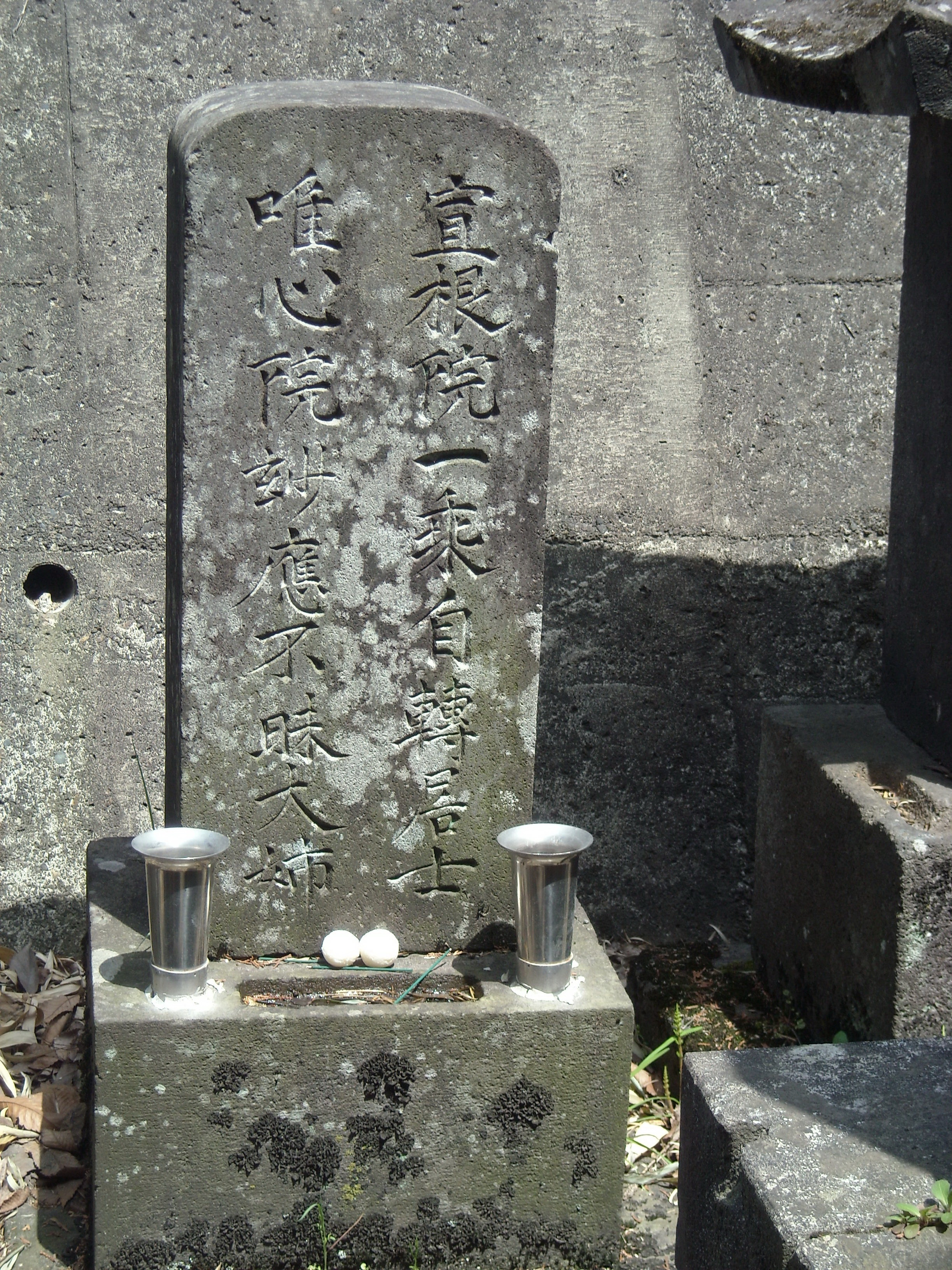
櫛淵宣根の墓。

文政2年（1819年）4月23日死去。辞世は「わかき洲よ 花ふる国へ 行はいけ 一心流の 道も迷はで」。法名は宣根院一乗自転居士。小石川の祥雲寺に葬られた。群馬県利根郡みなかみ町後閑の櫛淵家墓地にもにも墓がある。
跡継ぎがいなかったため、甥（弟・儀左衛門玉周の子）にあたる宣猶が養子となり、跡目を継いだ。

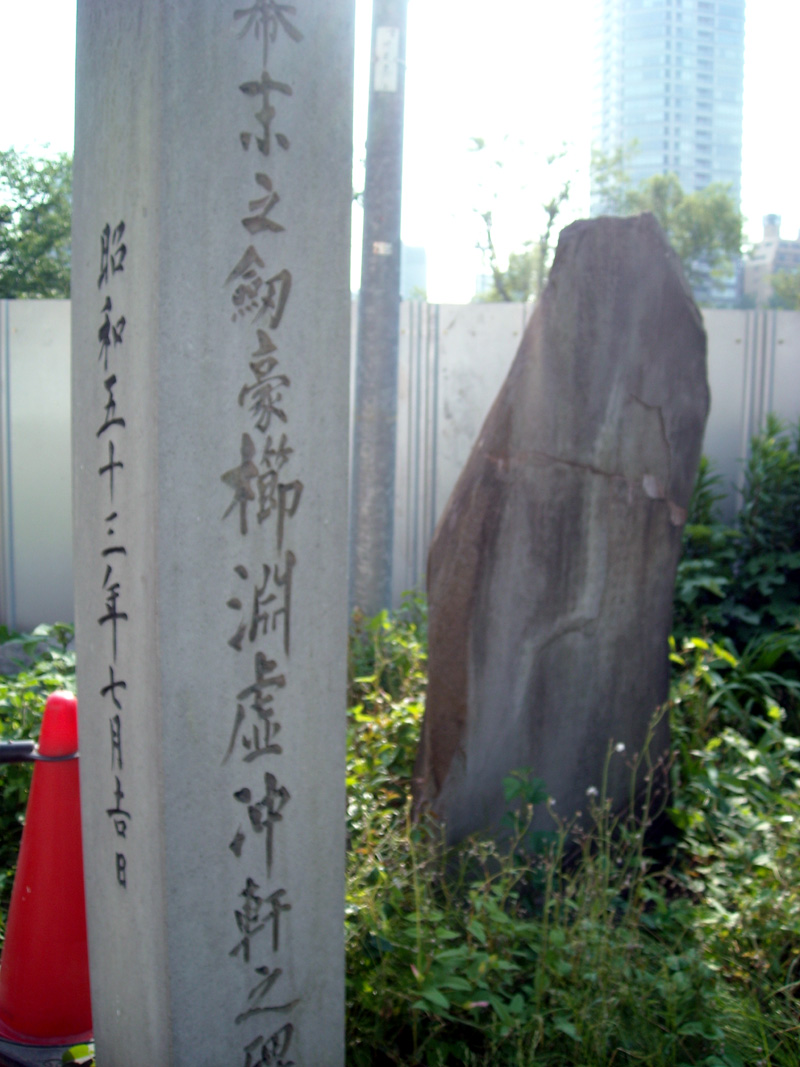
不忍池のほとりに建つ「櫛淵虚沖軒之碑」。

死去の同年9月、弟子らの手によって上野不忍池のほとりに「櫛淵虚沖軒之碑」が建立された。みなかみ町下牧の玉泉寺には、「櫛淵虚冲軒の練手石」と呼ばれる宣根が鍛錬に用いたとの言い伝えがある石が現存しており、町指定重要文化財となっている。